# Mallota eurasiatica
Mallota eurasiatica är en tvåvingeart som beskrevs av Stackelberg 1950. Mallota eurasiatica ingår i släktet hålblomflugor, och familjen blomflugor. Inga underarter finns listade i Catalogue of Life.